# Acanthurus albipectoralis
Acanthurus albipectoralis là một loài cá biển thuộc chi Acanthurus trong họ Cá đuôi gai. Loài cá này được mô tả lần đầu tiên vào năm 1987.

## Từ nguyên
Tính từ định danh albipectoralis được ghép bởi hai âm tiết trong tiếng Latinh: albus ("trắng") và pectoralis ("ở ngực"), hàm ý đề cập đến màu trắng ở nửa ngoài vây ngực của loài cá này.

## Phạm vi phân bố và môi trường sống
A. albipectoralis có phạm vi phân bố giới hạn trong khu vực Trung Thái Bình Dương. Loài cá này được ghi nhận tại rạn san hô Great Barrier, ngoài khơi quần đảo Chesterfield và xung quanh các rạn san hô của biển San Hô, giới hạn phía nam đến đảo Lord Howe, trải dài tới một số các quốc đảo thuộc châu Đại Dương là Nouvelle-Calédonie (gồm cả quần đảo Loyauté), Vanuatu, Fiji, Tonga và Wallis và Futuna, xa nhất ở phía đông là đến Samoa thuộc Mỹ.
Ở Việt Nam, A. albipectoralis lần đầu tiên được ghi nhận tại quần đảo Trường Sa, nhưng cần được xem lại.
A. albipectoralis sinh sống trên đới sườn dốc của rạn san hô viền bờ ở độ sâu khoảng từ 5 đến 30 m.

## Mô tả

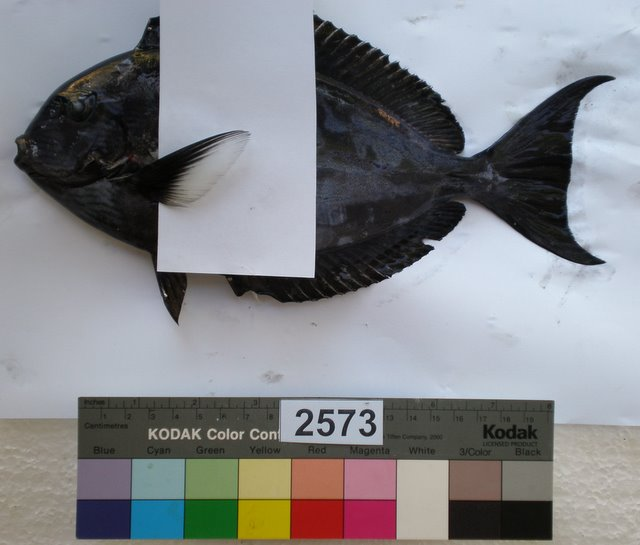
A. albipectoralis với vây ngực trắng

Chiều dài cơ thể lớn nhất được ghi nhận ở A. albipectoralis là 33 cm. Loài cá này có một mảnh xương nhọn chĩa ra ở mỗi bên cuống đuôi, tạo thành ngạnh sắc.
Cơ thể hình bầu dục thuôn dài, có màu nâu sẫm đến màu xanh xám nhạt và không có sọc đốm. Nửa ngoài của vây ngực có màu trắng là điểm nổi bật của loài này. Đuôi lõm, hình lưỡi liềm.
Số gai ở vây lưng: 8–9; Số tia vây ở vây lưng: 22–33; Số gai ở vây hậu môn: 2–3; Số tia vây ở vây hậu môn: 18–31; Số tia vây ở vây ngực: 16–17; Số gai ở vây bụng: 1; Số tia vây ở vây bụng: 5.

## Sinh thái học
A. albipectoralis có thể sống đơn độc nhưng thường hợp thành từng đàn nhỏ. Thức ăn của chúng là động vật phù du.

## Đánh bắt
A. albipectoralis tuy được đánh bắt làm thực phẩm nhưng không phải là loài được nhắm mục tiêu, chủ yếu là do những cá thể vô tình mắc lưới.